# Friedrich Kayssler
Friedrich Kayssler, también escrito con la grafía Friedrich Kayßler (7 de abril de 1874 - 30 de abril de 1945), fue un actor, compositor y escritor alemán.

## Biografía
Su nombre completo era Friedrich Martin Adalbert Kayssler, y nació en Nowa Ruda, en la actual Polonia. Friedrich Kayssler acudió al Maria-Magdalenen-Gymnasium de Breslavia, cursó estudios de filosofía en Breslavia y Múnich, e inició su carrera teatral en Berlín con Otto Brahm. Posteriormente trabajó en Görlitz, donde se casó con su primera esposa, Luise, miembro de un teatro local, actuando después en Halle antes de vivir de manera definitiva a Berlín.
En el Gymnasium de Breslavia había conocido en el verano de 1889 a Christian Morgenstern, con el que mantendría amistad toda su vida, así como a Fritz Beblo, cumpliendo ambos con su título Abitur en 1893. Morgenstern fue padrino de su hijo Christian.
Por mediación de Otto Brahm trabó amistad con Max Reinhardt, con el cual colaboró en el cabaret literario Schall und Rauch. Cuando Reinhardt asumió en 1905 la dirección del Deutsche Theater de Berlín, Kayssler fue a actuar en ese teatro, donde trabajaba su segunda esposa, Helene Fehdmer, con la que se casó en 1905, y a la que había conocido en 1904 cuando encarnaba a Lola Montez en la obra de Josef Ruederer Die Morgenröte, representada en el Neuen Theater. 
Desde 1918 a 1923 Kayssler fue director del Freie Volksbühne de Berlín. Cuando renunció de manera prematura a la dirección del teatro en 1923, el boletín del Volksbühne Berlin afirmó que existían disputas sobre su contrato y una actuación de un mes en el Teatro Hebbel sin el consentimiento del comité ejecutivo del centro.
Además de su trabajo teatral, Kayssler también asumió numerosas actuaciones cinematográficas. Igualmente, Kayssler fue escritor. Escribió principalmente cuentos de hadas impresionistas y comedias, pero también poemas, ensayos y aforismos. En 1938 hizo un papel en la obra del dramaturgo Nazi Eberhard Wolfgang Möller Der Sturz des Ministers, organizada por Lothar Müthel. Tras fallecer su esposa, él le dedicó el libro Helene Fehdmer zum Gedächtnis (1942, editorial Rütten & Loening).
Friedrich Kayssler fue uno de los cuatro actores teatrales incluidos en la Gottbegnadeten-Liste, siendo considerado un „artista insustituible“ por el régimen Nazi.
El 10 de marzo de 1944 falleció su hijo, Christian Kayssler, que también fue un actor de éxito, durante un bombardeo aliado. Al final de la guerra, en 1945, Friedrich Kayssler fue asesinado por soldados soviéticos frente a su casa en Kleinmachnow, Alemania.

## Filmografía

### Cine mudo
- 1913 : Welche sterben, wenn sie lieben, de Carl Schönfeld
- 1915 : Der Tunnel, de William Wauer
- 1923 : Fridericus Rex. 4. Schicksalswende, de Arzén von Cserépy
- 1923 : Die Liebe einer Königin, de Ludwig Wolff
- 1924 : Tragödie im Hause Habsburg, de Alexander Korda
- 1924 : Schicksal, de Felix Basch
- 1924 : Mutter und Kind, de Carl Froelich
- 1924 : Gräfin Donelli, de Georg Wilhelm Pabst
- 1925 : Ein Lebenskünstler, de Holger-Madsen
- 1926 : Eine Dubarry von heute, de Alexander Korda
- 1927 : Feme
- 1929 : Das brennende Herz

### Cine sonoro
- 1930 : Zwei Welten, de E. A. Dupont
- 1930 : Zwei Menschen, de Erich Waschneck
- 1930 : Stürme über dem Mont Blanc, de Arnold Fanck
- 1930 : Der Mann, der den Mord beging, de Kurt Bernhardt
- 1930 : Das Flötenkonzert von Sans-souci, de Gustav Ucicky
- 1931 : Yorck, de Gustav Ucicky
- 1931 : Unter falscher Flagge, de Johannes Meyer
- 1931 : Luise, Königin von Preußen, de Carl Froelich
- 1931 : Im Geheimdienst, de Gustav Ucicky
- 1931 : Der Hauptmann von Köpenick, de Richard Oswald
- 1931 : 24 Stunden aus dem Leben einer Frau, de Robert Land
- 1932 : Strafsache van Geldern. Willi Vogel, der Ausbrecherkönig, de Willi Wolff
- 1932 : Marschall Vorwärts
- 1932 : Die elf Schill’schen Offiziere, de Rudolf Meinert
- 1932 : Das Schiff ohne Hafen, de Harry Piel
- 1934 : Gold, de Karl Hartl
- 1934 : Der ewige Traum, de Arnold Fanck
- 1934 : Peer Gynt, de Fritz Wendhausen
- 1935 : Der alte und der junge König, de Hans Steinhoff
- 1935 : Mazurka, de Willi Forst
- 1935 : Friesennot, de Willi Krause
- 1935 : Der höhere Befehl
- 1935 : Das Mädchen vom Moorhof
- 1936 : Eine Frau ohne Bedeutung, de Hans Steinhoff
- 1937 : Der Hund von Baskerville, de Carl Lamač
- 1937 : Zwischen den Eltern, de Hans Hinrich
- 1937 : Der zerbrochene Krug, de Gustav Ucicky
- 1938 : Verwehte Spuren, de Veit Harlan
- 1938 : Dreizehn Mann und eine Kanone, de Johannes Meyer
- 1938 : Anna Favetti, de Erich Waschneck
- 1939 : Der singende Tor, de Johannes Meyer
- 1940 : Der Fuchs von Glenarvon, de Max W. Kimmich
- 1940 : Angelika, de Jürgen von Alten
- 1940 : Friedrich Schiller – Triumph eines Genies, de Herbert Maisch
- 1940 : Bismarck, de Wolfgang Liebeneiner
- 1941 : Der Strom, de Günther Rittau
- 1944 : Träumerei, de Harald Braun
- 1945 : Das Leben geht weiter, de Wolfgang Liebeneiner
- 1950 : Sie sind nicht mehr, de Werner Malbran (film de compilación)

## Obra literaria
Textos
- Simplicius. Tragisches Märchen in fünf Akten.  Bergemann & Haase, Berlín 1904.[3]
- Sagen aus Mjnhejm. Reiss, Berlín 1909.
- Schauspielernotizen. 2 volúmenes. Reiss, Berlín 1910–1914.
- Jan der Wunderbare. Ein derbes Lustspiel in 5 Bildern. Reiss, Berlín 1916.
- Zwischen Tal und Berg der Welle. Neue Gedichte. Reiss, Berlín 1917.
- Besinnungen. Aphorismen. Reiss, Berlín 1921.
- Stunden in Jahren Neue Gedichte. Reiss, Berlín 1924.

Composiciones
- Zwölf Forstadjunktionaten: Himmel und Erde; Das Nasobēm; Der Leu; Der Nachtschelm und das Siebenschwein; Das Hemmed; Der Schaukelstuhl auf der verlassenen Terrasse; Das Tellerhafte; Klabautermann; Gleichnis; Die Mittagszeitung; Korf erfindet eine Art von Witzen; Traum einer Magd.